# Hipnoza
Hipnoza (stgr. ὕπνος hýpnos, dosłownie „sen”) – definiowana jest jako stan prawidłowo funkcjonującego umysłu, w którym uwaga danej osoby jest mocno zogniskowana na określonych bodźcach, świadomość bodźców pochodzących spoza obszaru zogniskowania uwagi jest znacznie ograniczona oraz podczas którego krytyczny osąd danej osoby zostaje częściowo zawieszony.
Doświadczenia nad hipnozą pokazały, że nie jest ona związana z istotną zmianą funkcjonowania mózgu. Częstotliwość fal mózgowych osób zahipnotyzowanych nie różni się od częstotliwości rejestrowanych u osób znajdujących się w stanie czuwania. Podczas hipnozy człowiek nie zyskuje żadnych umiejętności czy też możliwości, których nie posiadałby w stanie pełnej świadomości, jeśli byłby odpowiednio zmotywowany.
Część badaczy uznaje hipnozę za stan zmienionej świadomości odmienny zarówno od stanu czuwania, jak i snu. W stosunku do stanu czuwania, podkreśla się takie odmienności hipnozy, jak obniżenie zdolności planowania, nierozdzielność uwagi, możliwość przywoływania wspomnień wzrokowych lub wyobrażeń, wzrost zdolności do wytwarzania nowych wyobrażeń lub fantazji, ograniczoną zdolność do prawidłowej oceny realności, zwiększoną sugestywność, skłonność do zachowań zgodnych z przyjętą rolą oraz niepamięć tego wszystkiego, co działo się podczas stanu hipnozy.
Hipnoza jest wykorzystywana w psychologii klinicznej i psychiatrii, między innymi jako jedna z metod diagnozowania i leczenia zaburzeń nerwicowych, zaburzeń lękowych, przy zmniejszaniu bólu oraz w terapii niektórych uzależnień.

## Historia badań nad hipnozą

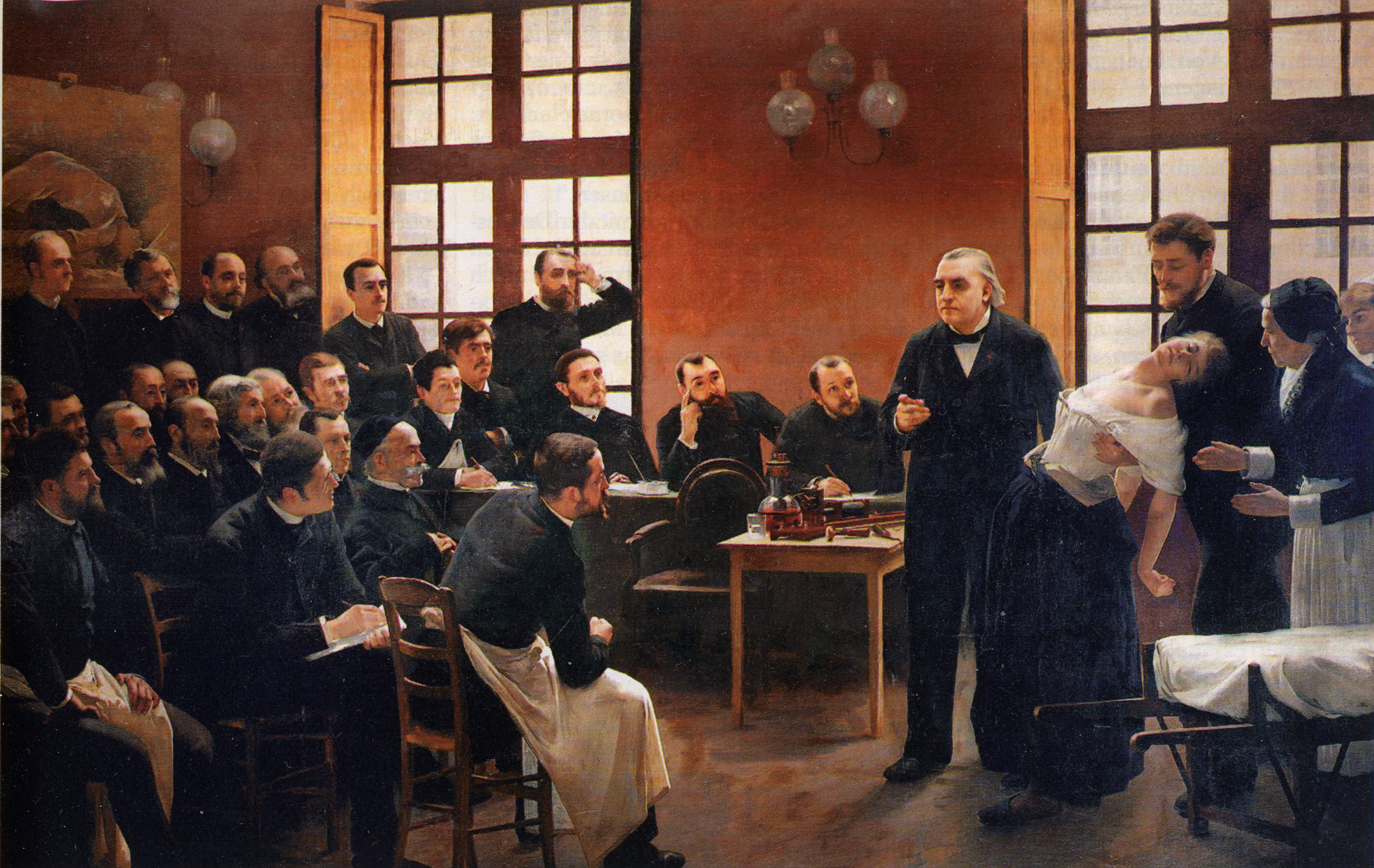
Jean-Martin Charcot przeprowadzający pokaz hipnozy na pacjentce cierpiącej na histerię podtrzymywanej przez Józefa Babińskiego, leczonej w Szpitalu Salpêtrière – obraz „Une leçon clinique à la Salpêtrière”, autor: Pierre Aristide André Brouillet, rok 1887

Zachodni badacze zwrócili po raz pierwszy uwagę na zjawisko hipnozy na przełomie XVIII i XIX wieku za sprawą stworzonej przez niemieckiego lekarza Franza Antona Mesmera teorii „magnetyzmu zwierzęcego”, czy też „uniwersalnego fluidu”, nazywanego także mesmeryzmem. Jego teoria zakładała istnienie fluidu magnetycznego rozumianego jako forma oddziaływania na siebie ludzi i zwierząt. Według Mesmera, fluid magnetyczny może przenosić się z jednej osoby na drugą, a terapeuta może wywołać przypływy lub odpływy fluidu i wykorzystywać owe zmiany do leczenia chorych, w czym teorie jego przypominają bioenergoterapię.
W konsekwencji odrzucenia teorii Mesmera jako nienaukowych, kojarzona z jego osobą hipnoza również została uznana za szarlatanerię. Część badaczy próbowała dowieść, że wszelkie działania terapeutyczne Mesmera były w istocie rodzajem oddziaływania czysto psychologicznego. Wykazywano, że pacjenci niewidzący, że Mesmer zbliża do ich ciała dłoń lub magnes, nie odczuwali w żaden sposób jego oddziaływania, natomiast odczuwali je wówczas, gdy widzieli zabiegi Mesmera lub byli przekonani o tym, że ów już je rozpoczął. Czysto psychologiczne znaczenie samego magnesu w zabiegach przeprowadzanych przez Mesmera wykazano podmieniając go na zwykły kawałek żelaza. Pomimo owych licznych argumentów za uznaniem psychologicznych aspektów terapii, Mesmer do końca swojego życia oficjalnie podtrzymywał swoje koncepcje magnetycznych fluidów, jednocześnie odcinając się od wyjaśniania obserwowanych efektów jego terapii oddziaływaniami psychologicznymi takimi, jak sugestia czy hipnoza. Léon Chertok w swojej pracy z 1989 roku, pomimo przekonań samego Mesmera, nazwał go prekursorem badań nad hipnozą, jakkolwiek ograniczającym się przy tym do prób wyjaśnień czysto fizjologicznych, przy pominięciu aspektów psychologicznych.
Termin „hipnoza” został wprowadzony około 1841 roku przez szkockiego lekarza Jamesa Braida posługującego się mesmeryzmem, po czym został ogólnie przyjęty. Tym niemniej, podkreśla się, że termin ten pochodzący od greckiego słowa hypnos oznaczającego „sen” mylnie i jak się wydaje bezpodstawnie sugeruje pokrewieństwo stanu hipnotycznego ze snem. W odróżnieniu od Mesmera, Braid uważał jednak stosowane przez siebie zabiegi hipnotyczne za rodzaj oddziaływań psychologicznych.
Dla późniejszych poglądów dotyczących hipnozy znamienny był także spór pomiędzy dwoma badaczami: Jean-Martinem Charcotem uznającym hipnozę za stan psychopatologiczny występujący wyłącznie w związku z zaburzeniami psychicznymi oraz Hippolyte'em Bernheimem uważającym hipnozę za zjawisko psychologiczne mogące wystąpić u każdego, także zdrowego człowieka. Dalsze badania potwierdziły słuszność poglądów Bernheima.

## Podatność na hipnozę

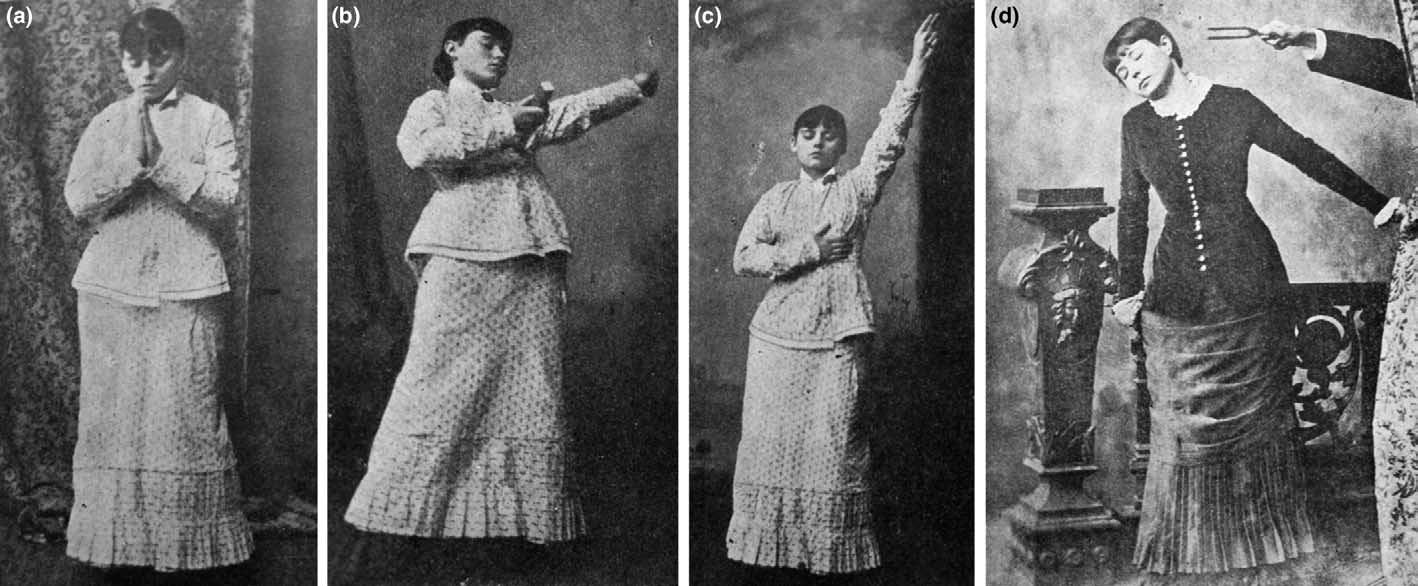
Ilustracje przedstawiające eksperymenty z hipnozą, pochodzące z książki Karolya Laufenauera z roku 1899

Podatność na hipnozę jest nieodłącznie związana z podatnością na sugestię rozumianą jako tendencja osoby zahipnotyzowanej do akceptowania komunikatów i informacji przy częściowym zawieszeniu zwykłego krytycznego osądu. Innym jeszcze czynnikiem determinującym podatność na hipnozę jest skłonność bycia zaabsorbowanym pewnymi bodźcami (ang. absorption) oznaczająca zdolność do ignorowania (niedopuszczania do świadomości) bodźców pochodzących spoza obszaru, na którym w danej chwili skoncentrowana jest uwaga. Istotną rolę w podatności na hipnozę odgrywa także skłonność do dysocjacji (ang. dissociation) rozumiana jako tendencja do oddzielania i wyłączania z obszaru świadomości poszczególnych elementów takich, jak wrażenia percepcyjne, wspomnienia, aktywność ruchowa – w takim przypadku elementy te mogą być odbierane przez osobę zahipnotyzowaną jako niezależne od jej woli lub obce, niejako niedotyczące jej.
Podatność na hipnozę można mierzyć "standfordzkim testem podatności na hipnozę" (ang. The Stanford Hypnotic Susceptibility Scale). Podatność ta w ciągu całego życia zwykle utrzymuje się na względnie stałym poziomie i prawdopodobnie jest w pewnym stopniu dziedziczona, a po części podatności na hipnozę można się nauczyć. Wraz z każdą kolejną hipnozą podatność na hipnozę zwykle wzrasta, co przypisuje się m.in. coraz mniejszym obawom hipnotyzowanego. Około 25% ludzi charakteryzuje się dużą podatnością, natomiast około 20% jest niepodatna na sugestię, a więc niepodatna także na hipnozę. 95% badanych uzyskuje przynajmniej jeden punkt w dwunastostopniowej „Standfordzkiej skali podatności na hipnozę”. Innym, prostszym sposobem pomiaru podatności na hipnozę jest badanie profilu indukcji hipnotycznej (ang. Hypnotic Induction Profile).
Im głębsze są zaburzenia nerwicowe u danej osoby, tym trudniej wprowadzić ją w stan hipnozy. Im silniejszy jest lęk (m.in. nieuświadamiany) przed kontaktami społecznymi, im większy jest niedostatek pewności siebie i obaw przed zależnością, im gorsze przystosowanie, tym mniejsza jest podatność na hipnozę.

### Skale podatności hipnotycznej
Skale podatności hipnotycznej odgrywają kluczową rolę w badaniach nad hipnozą, jednakże debata na temat ich praktycznego zastosowania w terapii wciąż trwa.
- Skala Davisa-Husbanda (1931)
- Skala Głębokości Hipnozy Friedlandera i Sarbina (1938)
- Skala LeCrona-Bordeaux (1947)
- Inwentarz Głębokości Hipnozy Fielda (1965)
- Harwardzka Grupowa Skala Podatności Hipnotycznej: Forma A (Shor, Orne 1962)
- Stanfordzka Skala Podatności Hipnotycznej: Forma A i B (Weitzenhoffer, Hilgard 1959)
- Stanfordzka Skala Podatności Hipnotycznej: Forma C (Weitzenhoffer, Hilgard 1962)
- Stanfordzka Profilowa Skala Podatności Hipnotycznej: Forma II (Weitzenhoffer, Hilgard 1963)
- Skala Absorpcji Tellegena (Tellegen, Atkinson 1974)
- Skale Głębokości Hipnozy (Tart 1970)
- Skala Wyobraźni Twórczej (Wilson, Barber 1977)
- Skala Sugestywności Barbera (Barber 1976)
- Stanfordzka Kliniczna Skala Podatności Hipnotycznej (Morgan, Hilgard 1979)
- Profil Indukcji Hipnotycznej (Spiegel 1972; Stern, Spiegel, Nee 1979)
- Inwentarz Fenomenologii Świadomości (Pekala 1982)
- Skala Reaktywności na Sugestie Uniwersytetu w Carleton (Spanos, Radtke, Hodgins, Strami, Bertrand 1983)
- Kwestionariusz Doznań Hipnotycznych: Wersja skrócona (Matheson, Shu, Bart 1989)

## Indukcja hipnotyczna i hipnotyzer
Indukcji hipnotycznej, czyli wprowadzenia określonej osoby w stan hipnozy, dokonuje hipnotyzer. Wbrew pozorom stwarzanym przez scenicznych hipnotyzerów i manipulujące ludźmi osoby podające się za uzdrowicieli, hipnotyzer nie musi dysponować żadnym szczególnym talentem czy siłą oddziaływania. Niektórzy badacze opisują przypadki dzieci w wieku szkolnym, którym udało opanować się metody wprowadzania w stan hipnozy.
Hipnotyzer może posłużyć się wieloma różnymi metodami. W większości metody te obejmują skupienie uwagi osoby hipnotyzowanej na jakimś obiekcie, błyskach światła, ołówku, monecie podczas gdy hipnotyzer posługując się spokojnym, monotonnym głosem przekazuje szereg sugestii hipnotycznych mówiąc np. że powieki hipnotyzowanego stają się coraz cięższe i staje się on coraz bardziej senny. Niekiedy hipnotyzerzy wolą, aby pacjent zamknął oczy w czasie przekazywania mu sugestii sennych. Najczęściej hipnotyzerzy zaczynają od sugestii najprostszych (dotyczących uczucia senności, odprężenia), po czym stopniowo przechodzą do bardziej złożonych (odczucie sztywności ramienia), po sugestie doznawania bodźców słuchowych lub wzrokowych podobnych do halucynacji.
O ile samo wprowadzenie w stan hipnozy jest stosunkowo proste, to wykorzystanie tego stanu do udzielenia pomocy pacjentom wymaga odpowiednich kompetencji i doświadczenia.

## Bezpieczeństwo
Mniemanie, iż hipnotyzer jest w stanie wbrew woli wprowadzić inną osobę w stan hipnozy oraz zmusić ją do postępowania wbrew jej woli, jest błędne. Przyjmuje się, że skłonienie osoby zahipnotyzowanej do zachowań niezgodnych z jej charakterem, moralnością, poglądami czy też nieświadomymi dążeniami, skłonienie takiej osoby do wyrządzenia krzywdy sobie samej lub innym, jest niemożliwe lub bardzo mało prawdopodobne. Hipnotyzer może jedynie pomóc w osiągnięciu stanu hipnozy osobom, które mają ku temu odpowiednie predyspozycje. Wówczas, w stanie intensywnego zogniskowania uwagi oraz ograniczonego krytycyzmu, hipnotyzer może ułatwić zahipnotyzowanej osobie przyjęcie nowych myśli lub uczuć. Twierdzenie, iż krytyczny osąd osób zahipnotyzowanych może zostać całkowicie zawieszony, wciąż wzbudza kontrowersje wśród badaczy hipnozy.

## Etyczne aspekty praktykowania hipnoterapii
Aby ograniczyć nieprofesjonalne, szkodliwe lub nieetyczne przypadki wykorzystywania hipnozy (zwłaszcza pod szyldem hipnoterapii czyli hipnozy stosowanej celem leczenia), renomowane ośrodki szkoleniowe i medyczne propagują szereg standardów i unormowań, które dotyczą jej praktykowania. Szkolenia w dziedzinie hipnoterapii, przeprowadzane przez specjalistów w dziedzinie psychologii klinicznej i psychiatrii, są kierowane wyłącznie do osób które mają już wykształcenie w tym kierunku, bądź też są lekarzami, pragnącymi poszerzyć swoje umiejętności. Elementami etosu, przekazywanego na tych szkoleniach osobom, które mają poznawać hipnozę, wykorzystywać ją do celów terapeutycznych, bądź też nauczać hipnozy innych, są następujące zasady:
- obowiązuje tajemnica lekarska; nie wolno wykorzystywać hipnozy w sytuacjach, w których wydobyte od pacjenta lub ochotnika informacje mogłyby doprowadzić do ujawnienia jego tajemnic osobistych zagrażających jego zdrowiu lub pozycji społecznej,
- pomimo iż w hipnozie osoba hipnotyzowana nie zrobi niczego wbrew swojej woli, i tak nie należy próbować takich sugestii,
- terapiami powinny zajmować się osoby, które ukończyły przynajmniej kurs w tym kierunku,
- pokazy hipnozy ulicznej/estradowej są bezpieczne, pod warunkiem zapewnienia bezpieczeństwa osobie hipnotyzowanej (warunki otoczenia + umiejętne stosowanie sugestii z zabezpieczeniami).

## Formy oddziaływań hipnotycznych

### Hipnoza w psychoterapii ericksonowskiej
Jednym z najbardziej znanych propagatorów zastosowań hipnozy w praktyce klinicznej i hipnoterapii był Milton Hyland Erickson. Na podstawie jego warsztatu pracy amerykański psycholog Richard Bandler i lingwista John Grinder opracowali Model Miltona, który stał się podstawą odkrytego przez nich programowania neurolingwistycznego (NLP).
Erickson napisał ponad sto prac z dziedziny hipnozy; nauczał hipnozy oraz praktykował w latach 1920–1980. Badając hipnozę, Erickson próbował odnaleźć w niej systematycznie występujące wzorce: dopasowywanie się do sygnałów zachowań niewerbalnych, ukryte sugestie oraz stosowanie metafor w kontakcie indywidualnym i grupowym.
Model Miltona jest sposobem wywołującym i utrzymującym trans przy użycia języka w celu skontaktowania się z ukrytymi zasobami osobowości. Pomiędzy terapeutą a klientem powstaje współpraca; odpowiedzi klienta pozwalają terapeucie rozpoznać, co należy zrobić dalej.
Erickson respektował nieświadomą myśl pacjenta. Przyjmował, że nawet za najdziwaczniejszymi zachowaniami kryją się pozytywne intencje i że jednostki podejmują najlepsze, dostępne im w danym momencie, wybory. Celem jego pracy było dostarczenie ludziom większej liczby możliwych wyborów. Przyjmował również, że na pewnym poziomie każdy posiada zasoby potrzebne do dokonania zmian.

### Trening autogenny
Trening autogenny lub autohipnoza dużą popularność zawdzięcza swojej prostocie i dużej skuteczności oddziaływania świadomości na podświadomość.  Autohipnoza to inaczej samodzielne wprowadzenie się w stan hipnozy. Osoba hipnotyzowana jest zarazem hipnotyzerem, a sugestie wprowadzane są za pomocą słów wypowiadanych w myślach lub poprzez tworzenie wyobrażeń. Autohipnoza jest podobna do medytacji, bo również opiera się na uspokojeniu i oczyszczeniu umysłu z myśli wywołujących napięcia. Na tym jednak analogie kończą się, bo autohipnoza jest formą bardziej aktywną i oprócz oczyszczania umysłu z myśli, zaszczepia w nim sugestie.

## Zastosowania hipnozy

### Hipnoza w walce z bólem
Hipnoza jest wykorzystywana jako metoda znieczulająca lub środek w walce z bólem. W odróżnieniu od metod farmakologicznych, działa jedynie na pewną część osób (podatnych na hipnozę), w ograniczonym zakresie sytuacji. Niemniej, w przypadku podatności pacjenta, możliwe jest wykorzystanie hipnozy do znieczulenia bardzo silnego bólu, związanego z zabiegiem stomatologicznym, chirurgicznym lub porodem.

### Hipnoterapia uzależnień
Hipnoterapia bywa stosowana jako samodzielny środek terapeutyczny, lub (częściej) jako element dodatkowej psychoterapii w leczeniu uzależnień, takich jak alkoholizm, narkomania, nikotynizm oraz zespół uzależnienia od internetu. Niemniej, skuteczność metody, szczególnie w przypadku silnych uzależnień, jest kwestionowana, a szanse ewentualnego powodzenia terapii są zależne od wielu czynników, na które terapeuta nie ma wpływu. Kluczowym warunkiem terapii jest odpowiedni poziom podatności na hipnozę. Ponadto nie zawsze stan zdrowia pacjenta pozwala na zastosowanie hipnozy. Hipnoza jest również stosowana w leczeniu zaburzeń odżywiania, takich jak kompulsywne jedzenie, bulimia czy anoreksja.
Jedną z metod oddziaływania terapeutycznego, wykorzystywaną m.in. przez lekarzy rosyjskiej szkoły leczenia alkoholizmu, jest terapia awersyjna, polegająca (w przypadku hipnozy) na wbudowaniu silnych negatywnych skojarzeń z alkoholem, np. wymiotów skojarzonych z przyjmowaniem alkoholu lub samym myśleniem na jego temat. Ograniczenie terapii do samego tylko wywołania awersji eliminuje możliwość zażywania substancji powodującej uzależnienie, jednak nie eliminuje potrzeby jej zażywania, co dla pacjenta może być torturą. Dlatego oprócz wzbudzenia awersji najważniejszym składnikiem terapii jest redukcja przymusu sięgania po środek wywołujący uzależnienie (np. alkohol), a ogólny sukces terapii zależy od wielu czynników niehipnotycznych. Oprócz motywacji pacjenta czynnikiem takim jest np. odpowiednie poczucie własnej wartości oraz ograniczenie lęku – czynniki te mogą być również wspierane przez psychoterapię z użyciem hipnozy, m.in. dzięki wykorzystaniu zjawiska regresu hipnotycznego. Pozwala on na cofnięcie się osoby poddawanej hipnozie do czasu, w którym miało miejsce traumatyczne wydarzenie, lub do lat wcześniejszych. Umożliwia to zarówno pracę nad ograniczeniem skutków negatywnego zdarzenia, jak i czerpanie pozytywnych wrażeń z regresu do momentów, w których pacjent był szczęśliwy.

### Hipnoza w kryminalistyce
Osoba poddana hipnozie może wykazywać cechy hipermnezji, a zatem przypominać sobie szczegóły wydarzeń, których nie byłaby w stanie odtworzyć bez wejścia w stan hipnotyczny. Zjawisko hipermnezji hipnotycznej dowodzi, że pamięć człowieka jest znacznie bogatsza niż zakres wspomnień kontrolowanych przez świadomość. Hipnoza pozwala na wydobycie wspomnień ukrytych w obszarze podświadomości. Możliwość odtworzenia widzianych obrazów i sytuacji w hipnozie znajduje zastosowanie w kryminalistyce; na przykład do ustalenia cyfr i znaków tablic rejestracyjnych pojazdów, szczegółów wyglądu osób i wnętrz.
Oprócz wykorzystania hipnozy w poszukiwaniu wskazówek umożliwiających identyfikację sprawców przestępstw, hipnoza jest również wykorzystywana do przełamania amnezji dysocjacyjnej (związanej z przebytą traumą) ofiar brutalnych przestępstw, np. gwałtu. Niemniej, metoda uzyskiwania w ten sposób zeznań wymaga od hipnotyzującego bardzo dużej biegłości, gdyż nieumiejętne zastosowanie hipnozy może doprowadzić do wpojenia hipnotyzowanemu przekonań o prawdziwości wydarzeń, które w rzeczywistości nie miały miejsca – a zatem powstania sugestii hipnotycznej lub posthipnotycznej (tzn. mającej skutki w działaniach podejmowanych pod wpływem hipnozy po wyjściu ze stanu hipnotycznego).
Według informacji z roku 2009 na temat wykorzystania hipnozy w polskim sądownictwie, użyto jej (tzn. wykonano ekspertyzy kryminalistyczne z udziałem biegłych, którzy wykonali badania z użyciem hipnozy) w 56 sprawach o zabójstwo (część z nich była w momencie zlecania badań sprawami o zaginięcie), 12 przypadkach rozboju i 6 sprawach o gwałt.
Etyka postępowania specjalistów, którzy mogą pełnić funkcję biegłych w zakresie hipnozy, zabrania im stosowania tej metody wobec podejrzanych o popełnienie przestępstwa. Wyjątkiem są sytuacje, w których podejrzany na własną prośbę poddaje się hipnozie, na przykład w celu przypomnienia sobie szczegółów mogących dostarczyć alibi, i w konsekwencji dowiedzenia niewinności.

### Hipnoza w służbach specjalnych
Nieterapeutyczne zastosowania hipnozy były przedmiotem zainteresowania służb specjalnych, w tym wywiadu. Potencjalne zastosowania hipnozy, przydatne z punktu widzenia takich służb, dotyczą możliwości ukrycia prawdy podczas przesłuchań prowadzonych z udziałem tortur lub substancji psychoaktywnych takich jak MDA lub skopolamina. Hipnoza może być bowiem pomocna w wytworzeniu w podświadomości osoby podatnej fałszywego przekonania o prawdziwości określonych informacji, np. tworzących tak zwaną „przykrywkę” (fałszywe alibi). Te same cele próbowano realizować również za pomocą substancji psychoaktywnych lub ich łączenia z hipnozą.
Innym polem zastosowania hipnozy w specsłużbach i – potencjalnie – terroryzmie jest poddanie kogoś hipnozie w celu wytworzenia sugestii posthipnotycznych programujących określone działania. U osób o wyjątkowo silnej podatności na hipnozę możliwe jest wytworzenie silnych sugestii posthipnotycznych obejmujących wykonywanie czynności sprzecznych z logiką i uświadomioną wolą zahipnotyzowanego. Pod wpływem mającego miejsce w przeszłości aktu hipnozy osoba będąca obiektem takich praktyk może działać w sposób dla samej siebie absurdalny, przy czym sygnałem do rozpoczęcia akcji może być wystąpienie określonego bodźca (np. bicie zegara lub rzadko występujące zjawisko, przewidziane lub wywołane przez hipnotyzującego).
W odtajnianych systematycznie dokumentach CIA znajdują się liczne ślady prób wykorzystania takich technik. Część z nich obejmowała projekt MKULTRA. W ujawnionych dokumentach CIA z lat 50. XX wieku opisane są przypadki wykorzystywania seksualnego lub gwałtu z użyciem hipnozy. Sugestie posthipnotyczne wykorzystano próbnie w celu przeprowadzenia symulowanego morderstwa: pod wpływem wcześniejszej hipnozy dziewiętnastoletnia kobieta miała zastrzelić z pistoletu swoją koleżankę. Eksperyment zakończył się sukcesem, w którym kobieta pociągnęła za spust (pistolet nie był jednak nabity).

### Hipnoza jako metoda osiągania odmiennych stanów świadomości
Hipnoza może mieć również zastosowanie w osiąganiu innych odmiennych stanów świadomości takich jak OOBE czy  świadomy sen. . 

## Hipnoza w kulturze
W kręgach New Age hipnoza bywa przedstawiana jako przykład tajemniczego zjawiska, które dawniej było negowane przez naukowców (a przynajmniej uznawane za całkowicie nieznaczące). W 1933 roku niektórzy psychiatrzy i psychologowie uważali, że zjawisko nie istnieje; inni utrzymywali, że nie przedstawia ono sobą żadnej wartości. W tamtym czasie hipnozę dołączano do kategorii tricków scenicznych sztukmistrzów. W świecie nauki była swoistym tabu, a zajmujący się nim badacze byli wyśmiewani.